# Liste der Monuments historiques in Blevaincourt
Die Liste der Monuments historiques in Blevaincourt führt die Monuments historiques in der französischen Gemeinde Blevaincourt auf.

## Liste der Objekte
| Bezeichnung                               | Beschreibung               | Standort                | Kennzeichnung | Schutzstatus | Datum | Bild |
| ----------------------------------------- | -------------------------- | ----------------------- | ------------- | ------------ | ----- | ---- |
| Grab von Marie-Claude Goussel geb. Brenel | Kalkstein und Marmor, 1854 | auf dem Friedhof (Lage) | PM88001261    | Inscrit      | 2006  |      |